# Сюжетная арка
Сюже́тная а́рка (англ. story arc) — последовательность эпизодов в повествовательном произведении искусства, связанных общей сюжетной линией. Как правило, термин применяется только по отношению к телесериалам и комиксам, то есть к произведениям, издающимся периодически. Функция сюжетных арок заключается в том, чтобы облегчать понимание структуры и ориентацию в сюжете длительных повествований.
Эпизоды арки не обязательно публикуются последовательно без разрыва, в сложных случаях основная сюжетная арка может прерываться отдельно стоящими эпизодами или более мелкими арками, не связанными с «вышестоящей» сюжетной линией.
На примере телесериалов сюжетная арка — это обычно несколько серий из всего сериала, иногда не связанных сюжетом с остальной его частью, но связанных между собой. Таких арок бывает несколько в одном сезоне. Однако бывает и наоборот, одна арка может охватывать сразу несколько сезонов.
Это необязательное условие, однако чаще всего при помощи сюжетных арок раскрываются второстепенные персонажи, которые не играют важную роль в основном сюжете, либо вообще не имеют к нему никакого отношения. Часто раскрывают мотивацию действий персонажей и особенности общества, в котором они живут. В таком контексте свои собственные сюжетные арки могут иметь и главные герои основного сюжета кино- или мультвселенной.
Не стоит путать с сюжетной ветвью. Главное различие сюжетной ветви и сюжетной арки заключается в том, что сюжетная арка — отдельное самостоятельное произведение, в то время как сюжетная ветка — конкретное ответвление событий в общем сюжете.